# Parapsectris
Parapsectris é um gênero de traça pertencente à família Agonoxenidae.